# 大叶树萝卜
大叶树萝卜（学名：Agapetes macrophylla）为杜鹃花科树萝卜属下的一个种。

## 扩展阅读
維基物種上的相關：大叶树萝卜